# Zabytkowe budynki przy ulicy Grobla 22 w Poznaniu

Poznań, ul. Grobla 22, plan z 1804 r.

Zabytkowe budynki przy ulicy Grobla 22 w Poznaniu – zespół budynków znajdujący się przy ulicy Grobla nr 22 w Poznaniu posiadający wartość historyczną. Budynki odzwierciedlają architekturę Poznania z przełomu XVIII i XIX wieku.

## Historia
Data powstania pierwszego budynku jest niepewna i szacowana na lata między 1772 a 1787. Zespół budynków był kilka razy przebudowywany i remontowany. Pierwotnie budynki posiadały dwa numery (31 i 32) przy ul. Grabenstrasse, obecnie znajdują się pod adresem Grobla nr 22. Budynek z tyłu działki (zbudowany na początku XIX wieku) zachował konstrukcję szkieletową. Wymianie uległy jedynie dach (ze strzechy na dachówkę) oraz stolarka okienna i drzwiowa (początek XX wieku).
Najważniejsze zmiany dotyczące budynków:
| Rok           | Zmiany w układzie budynków                                                        | Właściciel                                                |
| ------------- | --------------------------------------------------------------------------------- | --------------------------------------------------------- |
| ok. 1772-1787 | budowa domku (prawdopodobnie o konstrukcji szkieletowej)                          | nieznany                                                  |
| przed 1804    | budowa budynku gospodarczego i kuchni (konstrukcja szkieletowa) na tyłach działki |                                                           |
| 1803 lub 1804 | budowa murowanego domu                                                            | Kriegs-Zahlmeister Boeticher                              |
| 1835 lub 1836 | rozbudowa murowanego domu                                                         | Landschafsredantin Vetter                                 |
| ok. 1869      | remont wnętrz                                                                     | rentier Prądzyński                                        |
| 1900          | zmiana numeracji adresowej z 31 i 32 na 22 i 23, dobudowanie budynku z cegły      | August Riedel                                             |
| 1923 do 1926  |                                                                                   | "Lakoma" T.A.                                             |
| 1948          | rozbiórka budynku z cegły zbudowanego w 1900                                      | Miejskie Przedsiębiorstwo Gospodarki Mieszkaniowej (MPGM) |
| 1956          | remont, nadbudowa części budynku                                                  | Miejskie Przedsiębiorstwo Gospodarki Mieszkaniowej (MPGM) |
| 1968          | remont fasady                                                                     | Miejskie Przedsiębiorstwo Gospodarki Mieszkaniowej (MPGM) |
| 2005          | remont, dobudowa oficyny i zagospodarowanie poddasza                              | Zarząd Komunalnych Zasobów Lokalowych (ZKZL)              |

Pod koniec XX wieku mury budynku były popękane, konieczne było zastosowanie podparcia w postaci drewnianych stempli. W 2005 oddano do użytku gruntownie wyremontowany budynek. Był to pierwszy z budynków odnowionych w ramach programu rewitalizacji kamienic w Poznaniu.